# Jörn Arnecke
Jörn Arnecke est un compositeur allemand, né à Hamelin en 1973.

## Biographie
Il étudie la composition et la théorie de la musique à Hambourg à la Hochschule für Musik und Theater, (Académie de musique et de théâtre), avec Volkhardt Preuß et Peter Michael Hamel. En 1997 et 1998, il est au Conservatoire national supérieur de musique et de danse de Paris avec Gérard Grisey. Il est diplômé en 2000 et depuis 2001, il enseigne à la Hochschule. En 2004, il obtient une bourse du Bundeskünstlerförderung (Aide fédérale aux artistes) pour le Deutsches Studienzentrum (Centre étudiant allemand) à Venise et en 2007, une deuxième bourse pour aller à la Casa Baldi proche de Rome. Il a obtenu de nombreux prix, notamment le Preis des Landesverbandes Sachen des Deutschen Tonträgerverbandes en 1999

## Œuvres

### Opéra
- Ariadne, composé en 1999 pour la Biennale de Munich, dédié à Peter Michael Hamel ;
- Le Nozze di Figaro, arrangement pour douze instruments de l'opéra de Mozart, 1999 ;
- Das Fest im Meer, théâtre musical en trois sections, 2001-2002 ;
- Butterfly Blues, théâtre musical en huit scènes, 2004 ;
- Unter Eis, théâtre musical en treize scènes, 2006-2007.

### Orchestre
- Nachtferne, 1996 ;
- Frage, 1997-1998 ;
- Folie, 2000 ;
- Gezeiten, fantaisie pour orchestre, 2005 ;
- Auf dem Wasser zu singen, sept mélodies d'après Franz Schubert et Johannes Brahms pour ténor et 18 cordes, 2005-2006 ;
- Zwischen den Wassern, 2005-2006 ;
- Kristallisationen, pour clarinette, basson et orchestre, 2007-2008.

### Musique de chambre
- Einstimmig zweistimmig, pour deux hautbois, 1996 ;
- Kreuzspiel, pour flûte, 1996-1997 ;
- Strophen zum Wir, d'après Rainer Maria Rilke, 1998 ;
- In Stille, quatuor à cordes n° 1, 2002 ;
- Inschriften, quatuor à cordes n° 2, 2003 ;
- Weißer Rauch, pour clarinette, 2003 ;
- Schwerelos, trois pièces pour harpe, 2000-2005 ;
- Alea/Talea, trio pour piano n° 1, 2005-2006.

## Source de traduction
- (en) Cet article est partiellement ou en totalité issu de l’article de Wikipédia en anglais intitulé « Jörn Arnecke » (voir la liste des auteurs).